# The Devil Wears Prada (musikgrupp)
The Devil Wears Prada (förkortas ofta TDWP) är ett amerikanskt metalcore-band från Dayton, Ohio, bildat 2005.  The Devil Wears Prada är ett kristet band, bildad av Mike Hranica (sång), Chris Rubey (gitarr), Jeremy DePoyster (gitarr, sång), Andy Trick (basgitarr), James Baney (klaviatur) och Daniel Williams (trummor). Bandet spelade med originaluppställningen ända tills James Baney lämnade bandet 2012.

## Bandnamnet
Trots spekulationer om att bandet har döpt sig efter filmen med samma namn, har det aktualiserats att de bildades innan filmen släpptes och har förklarat att deras bandnamn faktiskt kommer från en antimaterialistisk inställning, samma moraliska inställning som framhävs i romanen, Djävulen bär Prada.
"Det är samma koncept som våra texter" smaragder har inte något hopp "och många många andra. Vilket vi anser att det innebär att egendom inte har någon betydelse alls, och en dag kommer alla att inse att detta är sant. När man står inför Gud, kommer han inte bry sig om din söta Prada halsduk, Gucci skor eller något annat. Det är en kristen motivering för namnet, vi gjorde inte namnet för att försöka att vara moderiktiga eller något annat". 
- Mike Hranica

## Bandmedlemmar
Nuvarande medlemmar

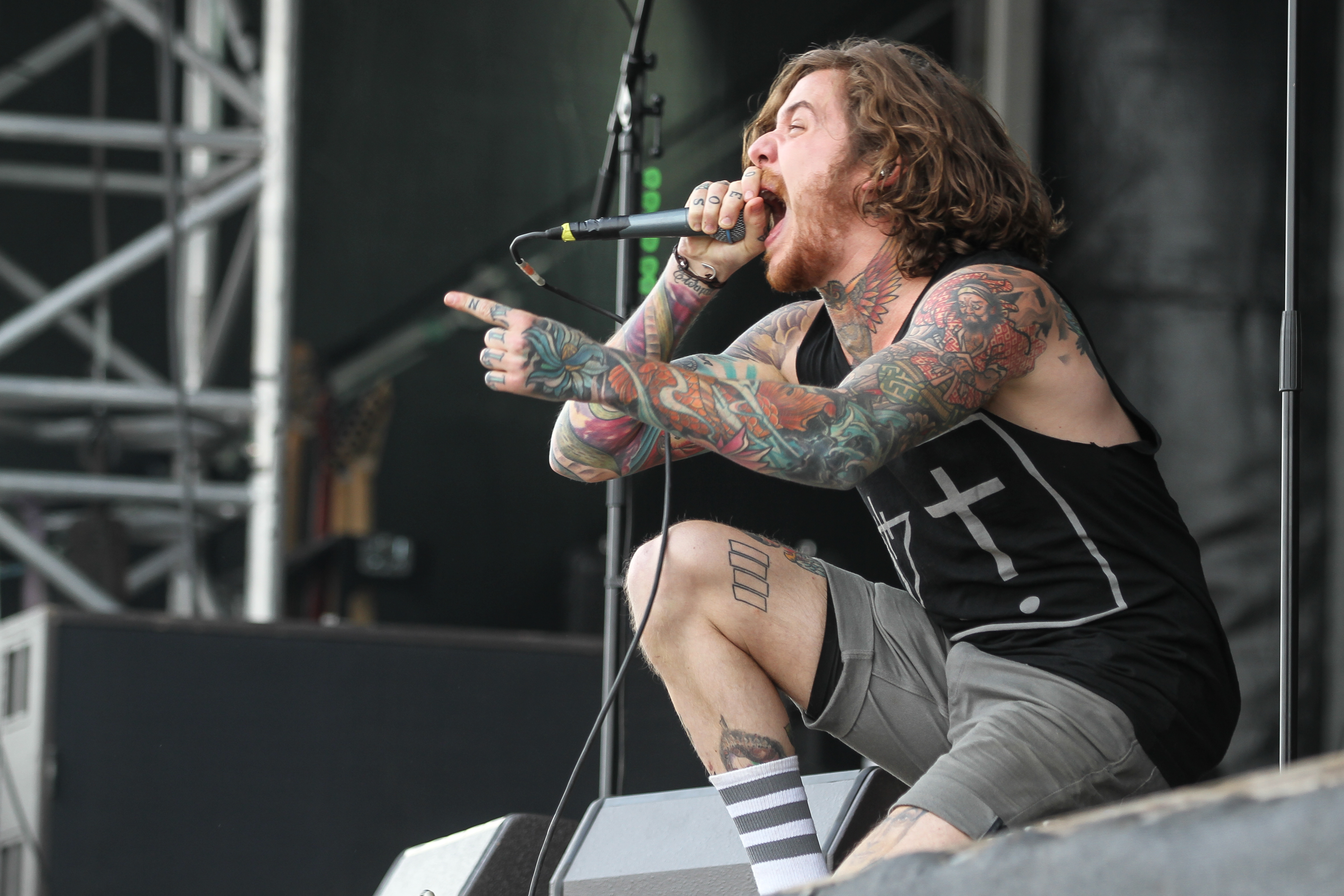
Sångaren Mike Hranica 2013.

- Mike Hranica – sång (2005–), gitarr (2011–)
- Jeremy DePoyster – rytmgitarr, sång (2005–)
- Andy Trick – basgitarr (2005–)
- Kyle Sipress – sologitarr, sång (2015–)

Tidigare medlemmar
- James Baney – synthesizer, piano (2005–2012)
- Chris Rubey – sologitarr (2005–2015), bakgrundssång (2011–2015)
- Daniel Williams – trummor (2005–2016)

Turnerande musiker
- Samuel Penner – sologitarr (2013)
- Mason Nagy – basgitarr (2018–)

## Diskografi
Demo
- 2005 – Patterns of a Horizon

Studioalbum
- 2006 – Dear Love: A Beautiful Discord
- 2007 – Plagues
- 2009 – With Roots Above and Branches Below
- 2011 – Dead Throne
- 2013 – 8:18
- 2016 – Transit Blues
- 2019 – The Act

Livealbum
- 2012 – Dead & Alive

EP
- 2010 – Zombie
- 2015 – Space